# Tintín en el país del oro negro
Tintín en el país del oro negro (originalmente y en francés: Tintin au Pays de l'Or Noir) es el decimoquinto de los álbumes de Las aventuras de Tintín, serie de historietas escrita e ilustrada por el artista belga Hergé. La historieta fue encargada por el diario conservador belga Le Vingtième Siècle y publicado a través de su semanal infantil Le Petit Vingtième, en la que fue publicada inicialmente a partir de septiembre de 1939 hasta la invasión alemana de Bélgica en mayo de 1940, cuando se cerró el periódico y la historieta quedó interrumpida. Después de ocho años, Hergé volvió a trabajar en El país del oro negro, completando su serialización en la revista belga Tintín desde septiembre de 1948 a febrero de 1950, después de lo cual se publicó en un volumen recogido por Casterman en 1950. Situado en la víspera de una guerra europea, la trama gira en torno a los intentos de joven reportero belga Tintín en descubrir un grupo militante responsable de sabotear el suministro de petróleo en Oriente Medio.
A petición de la editorial británica de Hergé, Methuen, en 1971 hizo una serie de alteraciones en El país del oro negro, pasando de ambientar la historia en el Mandato Británico de Palestina por el estado ficticio de Khemed. Muchos de los cambios visuales a esta tercera versión del volumen se llevaron a cabo por el ayudante de Hergé, Bob de Moor. Hergé siguió El país del oro negro con Objetivo: la Luna, mientras que Las aventuras de Tintín se convertía en una parte definitoria de la tradición del cómic franco-belga. Los enfoques críticos de la historia han sido variados, con diferentes opiniones expresadas en cuanto a los méritos de la competencia de las tres versiones que fueron publicadas de esta aventura. La historia fue adaptada para la serie animada de 1991 Las aventuras de Tintín por Elipse y Nelvana.

## Argumento
Siguiendo la pista de unas extrañas explosiones de gasolina, Tintín, Milú y los policías Hernández y Fernández llegan a un puerto del país ficticio de Khemed. El barco es registrado por la policía y se descubre un alijo de droga en el camarote de los policías y documentación relativa al grupo opositor del jeque Bab el Ehr en el de Tintín, colocados allí para incriminarles. Tintín es entonces conducido a prisión, acusado de espionaje y condenado a muerte. Le libran de la muerte los esbirros del jeque Bab el-Ehr creyendo que es un aliado suyo y le conducen ante su jefe en un campamento del desierto. Creyéndole un espía el jeque manda trasladar el campamento llevándose a Tintín como prisionero pero termina abandonándole en el desierto. Tintín logra alcanzar un oasis donde asiste a la voladura de una conducción de petróleo (un acto terrorista atribuido al jeque Bab el-Ehr). Siguiendo a los autores del hecho descubre que el jeque no tiene nada que ver sino que es el doctor Müller quien está detrás. Tras enfrentarse a Müller, Tintín vuelve a quedar abandonado en el desierto. Mientras tanto, Hernández y Fernández han demostrado su inocencia y están buscando a Tintín y al jeque Bab el-Ehr para cobrar la recompensa. Encuentran a Tintín en medio de una tormenta de arena y cuando vuelven a la civilización ocasionan un accidente y son detenidos. Tintín se entrevista con el emir Mohammed Ben Kalish Ezab para pedirle la liberación de sus amigos. En ese momento es secuestrado Abdallah, el hijo del emir, y Tintín sospecha que el doctor Müller está detrás del secuestro para obligar a su padre a firmar un contrato con la compañía petrolera que representa. Tintín va a la capital del Khemed, Wadesdah, y se encuentra a Abdallah en el palacio del Doctor Müller. Tras liberar a Abdallah (que es muy travieso) y detener a Müller, se descubre un producto que hacía estallar la gasolina (y que ingieren Hernández y Fernández por error, lo cual provoca que les crezca muy rápido el pelo ocasionalmente, hecho que se repite en obras posteriores como Objetivo: la Luna o Aterrizaje en la Luna).
En algunas ediciones actuales (por ejemplo, la edición en catalán) se mantiene la versión anterior. En ella, Tintín llega al puerto de Haifa, en la Palestina gobernada por los británicos y es detenido por soldados ingleses. Es secuestrado por un comando del Irgún (organización armada judía) que le confunde con otra persona, y el comando es a su vez interceptado por guerrilleros palestinos, que resultan estar a las órdenes de Bab el-Ehr. Como se ve, el episodio hacía referencia a un momento histórico muy puntual y conflictivo.

## Historia

### Contexto histórico e influencias
Georges Remi –más conocido bajo el seudónimo de Hergé– fue empleado como editor e ilustrador de Le Petit Vingtième («El Pequeño Veinte»), suplemento infantil de Le Vingtième Siècle («El Siglo Veinte»), un diario belga católico conservador con sede en la Bruselas natal de Hergé, anteriormente dirigido por el abad Norbert Wallez, que posteriormente fue retirado de la dirección editorial del periódico después de un escándalo. En 1929, Hergé comenzó Las aventuras de Tintín, tira cómica de Le Petit Vingtième que gira en torno a las peripecias del periodista ficticio belga Tintín.

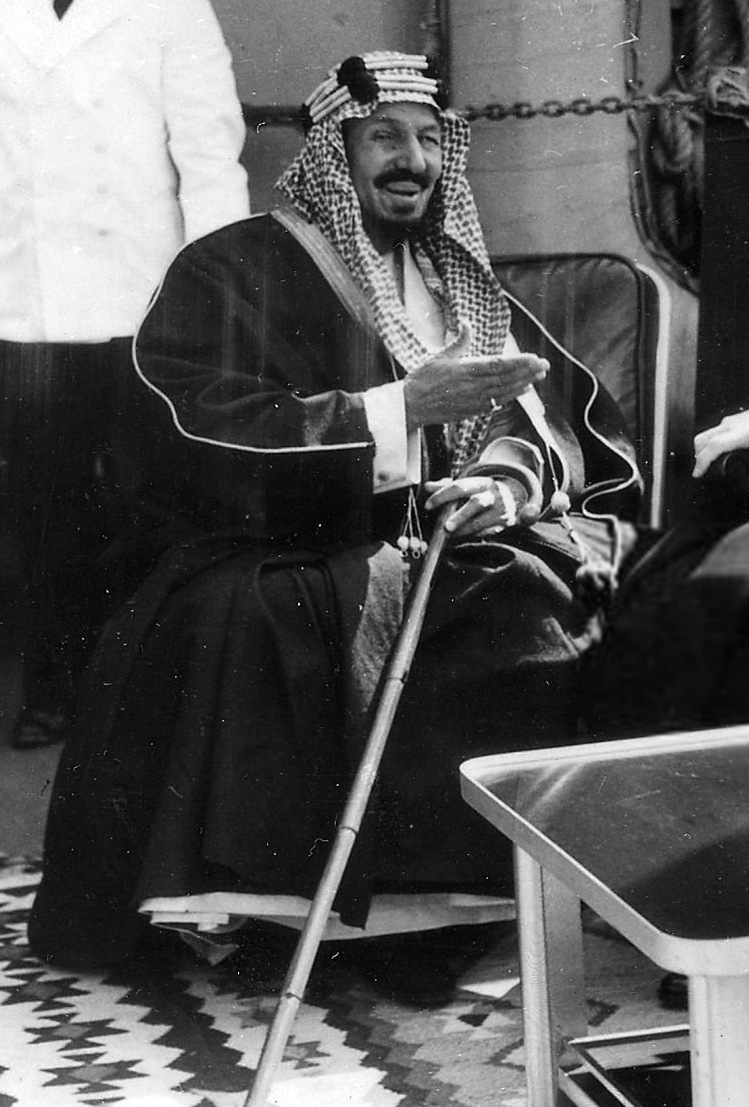
Para el personaje del emir Ezab, Hergé se basó en Ibn Saud, rey de Arabia Saudí.

Hergé incorporó varios personajes a la historia que habían sido previamente introducidos en aventuras anteriores; esto incluía el Dr. Müller, un villano alemán que había aparecido previamente en La isla negra, y el comerciante portugués Oliveira da Figueira, que había aparecido por primera vez en Los cigarros del faraón. Hergé también incluyó una referencia al personaje recurrente Bianca Castafiore, cuyo canto aparece en la radio en una escena. También presentó una serie de nuevos personajes en la historia: el emir Ezab, un personaje que se basa en gran medida de Ibn Saud, el rey de Arabia Saudí, de quien Hergé había leído en un libro de 1939 de Anton Zischka. También se ha sugerido que el personaje pudo estar inspirado en parte por el fallecido líder iraquí Faisal I. El personaje del hijo del emir, el príncipe Abdullah, fue inspirado por el Rey de Irak, Faisal II, que fue nombrado monarca en 1939 a los cuatro años de edad, aunque en la creación de este personaje Hergé también había sido influenciado por el desagradable personaje de un niño que aparece en la obra de O. Henry.
La idea de las naciones europeas rivalizando entre sí por los suministros de petróleo se inspiró en una edición de febrero de 1934 de la revista Le Crapouillot. Los nombres ficticios árabes que Hergé integró en la historia eran parodias basadas en el dialecto marollien de Bruselas; «Wadesdah» traducido como «¿qué es esto?», «Bab El Ehr» es «parlanchina», Kalish Ezab deriva del término marollien de «agua de regaliz», y Moulfrid, el apellido del asesor militar de Kalish Ezab, Yussuf Ben Mulfrid (Youssouf Ben Moulfrid en la versión original en francés), es el nombre de un plato llamado moules-frites o «mejillones acompañados de patatas fritas».
"Boum!", una canción icónica de Charles Trenet, aparece en la parodia como sintonía comercial de la empresa de reparación de la avería del coche, que suena en la radio del coche de Hernández y Fernández en el comienzo mismo de la historia. El Spitfire, un avión de caza monoplaza británico, se utilizó como modelo para el avión de Kalish Ezab que cae en el campamento de Bab El Ehr. En la creación de El país del oro negro, Hergé adoptó muchos elementos de una idea previamente cancelada sobre militantes que hacen estallar edificios prominentes en Europa; en lugar de edificios europeos, esta historia implicaría sabotaje industrial.

### Primera versión: 1939–40
Después de la invasión alemana de Polonia, Hergé fue reclutado en el ejército belga y estacionado temporalmente en Herenthout. Liberado de sus funciones en apenas un mes, regresó a Bruselas y comenzó a escribir El país del oro negro. La historieta posteriormente comenzó su serialización en Le Vingtième Siècle el 25 de septiembre de 1939. Volvió a ser movilizado en diciembre y estacionado en Amberes, desde donde continuó para enviar la tira de Tintín a Le Petit Vingtième. Sin embargo, cayó enfermo de sinusitis y fue declarado no apto para el servicio en mayo de 1940. Ese mismo día, Alemania invadió Bélgica, y Le Vingtième Siècle fue cerrado en mitad del proceso de serialización de El país del oro negro, el 8 de mayo. El punto en el que se puso fin a la historia corresponde a la página 30 de la edición actual del libro, cuando Tintín está a punto de ser atrapado en una tormenta de arena después de su batalla con Muller.
Teniendo en cuenta su representación de los alemanes como los antagonistas de la historieta, no habría sido adecuado para El país del oro negro continuar su serialización bajo la ocupación nazi. Después de haber sido publicada en Bélgica, la historia comenzó la serialización en la vecina Francia; que aparece inicialmente en la revista conservadora católica Cœurs Vaillants-Âmes Vaillants del 4 de agosto de 1940, la historia fue finalmente interrumpida y sólo se reanudaría en junio de 1945, esta vez en la revista Message Aux Cœurs Vaillants. De diciembre de 1945 a mayo de 1946, entonces apareció en un suplemento juvenil con el diario La Voix de l'Ouest bajo el título de Tintin et Milou au pays de l'or liquide («Tintín y Milú en la tierra del oro líquido»).

### Segunda versión: 1948–49

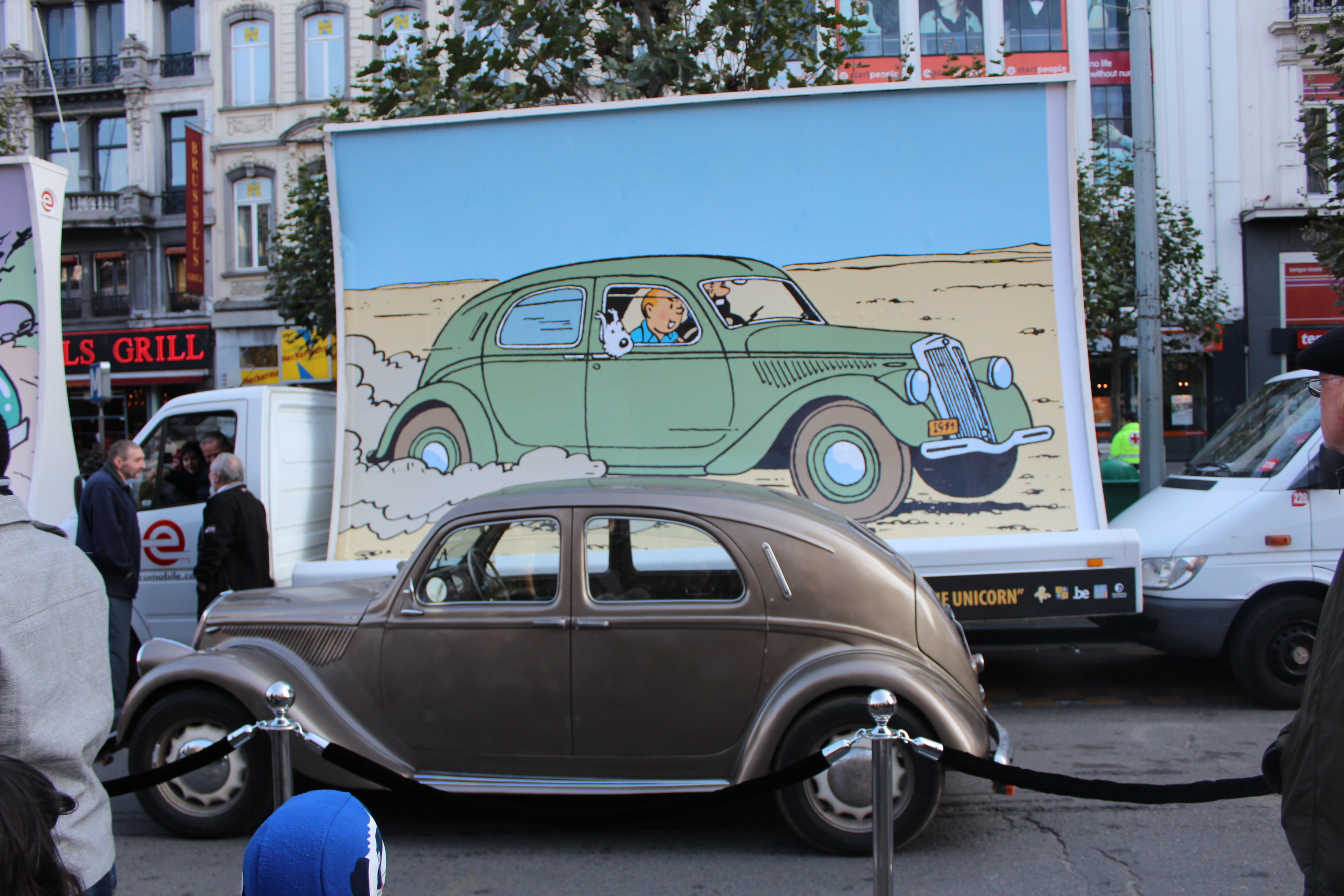
El Lancia Aprilia, modelo usado por Hergé en la historieta. En la imagen, modelo real en el estreno de la película Las Aventuras de Tintín en Bruselas (2011).

A finales de la década de 1940, después del final de la Segunda Guerra Mundial, Hergé continuó produciendo nuevas entregas de Las aventuras de Tintín para la revista belga Tintín, de la que fue director artístico. Después de completar la serialización de El templo del Sol en abril de 1949, ordenó a su personal que volviese a serializar una de sus viejas historias, Popol y Virginia, mientras que él se tomaba un descanso de tres meses. En este punto, Hergé estaba deprimido y sufría una serie de dolencias físicas, incluyendo forúnculos y eccemas en las manos. Aunque harto de Las aventuras de Tintín, sentía una gran presión para continuar la producción de la serie para la revista Tintín. Hergé estaba pensando en crear una historia en la que Tintín viaja a la luna, pero su esposa Germaine y amigo Marcel Dehaye le aconsejaron que reviviese El país del oro negro en su lugar, reconociendo que implicaría menos trabajo y por lo tanto le causaría menos estrés. Por lo tanto, El país del oro negro fue restablecido después de una ausencia de ocho años. En una carta a Germaine, afirmó que "no me gusta reiniciar las cosas que ya están terminadas, o para hacer reparaciones. El país del oro negro era una reparación y lo abandoné".
La historia comenzó la serialización en la revista Tintín desde el 16 de septiembre de 1948, antes de comenzar su serialización en la edición francesa de la revista del 28 de octubre de 1948. En lugar de continuar en el punto en que lo había dejado anteriormente, Hergé comenzó la historia desde el principio otra vez. Sin embargo, hizo revisiones a la primera parte de la historia, es decir, volviendo a trabajar los personajes del capitán Haddock y el profesor Tornasol, así como la ubicación de Moulinsart en la narrativa, todos ellos elementos que se habían introducido en La aventuras de Tintín durante los ocho años transcurridos. Hergé estaba obligado contractualmente a producir dos páginas de cómic para cada edición, y en la aventura anterior, El templo del Sol, había cumplido mediante la producción de dos páginas de nuevas historias de Tintín cada semana. Buscando limitar su carga de trabajo, sólo produciría una página de El país del oro negro por edición, mientras que la otra página era para una reserialización de las viejas historias de su serie Jo, Zette y Jocko.
El 4 de agosto de 1949, la historieta se suspendió en parte a través de su serialización ya que Hergé dejó Bélgica por tomarse unas vacaciones cerca de Gland, en Suiza. La revista usó esto como un truco publicitario, la publicación de un titular en su próximo número que declaraba "Noticias impactantes: Hergé ha desaparecido" para fomentar la especulación sobre su paradero entre los jóvenes lectores. Sus compañeros de trabajo y el personal de la revista Tintín cada vez estaban más molestos por ausencias imprevistas como esta, que afectó a toda la producción editorial. Su colega E. P. Jacobs le envió cartas pidiéndole que volviese al trabajo. Después de una ausencia de doce semanas, El país del oro negro continuó su serialización el 27 de octubre de 1949. Después de su serialización, El país del oro negro se publicó en un volumen de 62 páginas en color por Casterman en 1950.

### Tercera versión: 1971

Bandera del emirato ficticio de Khemed.

Después de que Hergé tuviese redibujada La isla negra para su publicación en el Reino Unido, sus editores británicos en ese momento, Methuen, sugirió que se hicieran modificaciones en El país del oro negro antes de lanzarlo al mercado del Reino Unido. En las versiones originales Tintín llegaba a la Palestina ocupada por los británicos, donde fue detenido por la policía británica antes de ser capturado por la organización paramilitar sionista Irgún, que lo confunden con uno de sus propios agentes. En esta versión revisada Tintín llega a Khemed, donde es detenido por la policía militar árabe antes de ser capturado y llevado a Bab El Ehr. La inclusión de las fuerzas del Mandato Británico de Palestina y el Irgún ya no parecían tan relevantes y por lo tanto fueron retiradas de la historia. Los detalles del fondo de la trama se modificaron en consecuencia, como las fachadas de las tiendas judías con señalización en hebreo que fueron eliminadas. También se eliminaron algunos personajes, como los oficiales británicos Thorpe y el teniente Edwards. Mientras que las versiones anteriores habían contenido escritura árabe ficticia, para la versión de 1971 esto fue corregido al árabe real.
El asistente de Hergé, Bob de Moor, fue el responsable de hacer muchas de las alteraciones de la historieta. De Moor fue enviado al puerto de Amberes para esbozar el croquis de un petrolero de 1939 que proporcionaría la base para un barco que aparece en la historia, el Speedol Star. Para esta versión, Hergé cambió los acontecimientos de la historia de Palestina al emirato ficticio de Khemed y la ciudad de Wadesdah. Este era un entorno que iba a volver a utilizar en otra aventura más tarde, Stock de coque. También restó importancia a la rivalidad anglo-alemana en la historia. Esta tercera versión modernizada fue publicada por Casterman en 1971.

## Recepción de la crítica
Benoît Peeters, biógrafo de Hergé, afirmó que "ningún libro ha pasado por más altibajos" que El país del oro negro, añadiendo que lleva un "estado de ánimo de aprensión" causado por la inminente guerra en la historia. También consideró que la introducción del Emir y Abdullah era "la innovación más llamativa en esta historia" y en otra parte declaró que sus versiones anteriores contenían "ni el más mínimo rastro de antisemitismo", a pesar de las acusaciones de que un número de otras aventuras ofrece personajes judíos mostraban estereotipos antisemitas.
Jean-Marc Lofficier y Randy Lofficier creían que El país del oro negro sufrió de haber sido "rehorneado", siendo "tirado entre el Tintín de antes de la guerra y el más moderno". Los Lofficiers opinaron que la "clara preocupación por la guerra y rumores de guerra" en la historia permite que se ajuste bien después de El cetro de Ottokar, en el punto en el que Hergé había desarrollado inicialmente. A su juicio, este ambiente pre-Segunda Guerra Mundial también impregnó la segunda versión en color del libro pero que, sin embargo, se habían eliminado en parte por la creación de la tercera versión. A pesar de esto, sintieron que la tercera versión de la historia era "mejor", ya que incorpora elementos de las novelas de espionaje que se habían vuelto cada vez más populares en Europa Occidental durante la década de 1950. A pesar de sus problemas, pensaron que la ingestión de Fórmula 14 en Hernández y Fernández era "virtualmente inspirado", lo que demuestra que Hergé "no había perdido su toque cuando se trata de la creación de imágenes inolvidables". Opinaron que el carácter de Abdullah es uno de los puntos memorables en El país del oro negro, al comentar sobre su relación de "amor-odio" con Haddock y sugiere que él es "posiblemente el único personaje en tener éxito volver a Tintín tan chiflado que pierde su carisma". Finalmente adjudicaron a la historia dos estrellas de cinco por la sensación de que Hergé había sido incapaz de desarrollar su "mayor potencial".
Michael Farr cree que El país del oro negro ilustra cómo "el material archivado podría ser resucitado de manera útil". Añadió que en la posibilidad de modificar la historia para la versión 1971, "el resultado es decepcionante, carece de la mordiente de la alusión contemporánea que dio la versión anterior". Farr siente que en esta historia, Hernández y Fernández "tienen una espléndida aventura" con los distintos escenarios en que se encuentran. Harry Thompson describió El país del oro negro como un "esfuerzo mosaico" en la creencia de que el resultado final debía poco al "empuje satírico original del cuento". Elogió Khemed como "el país imaginario más exitoso" de Hergé, algo que él atribuye a su "exactitud geográfica" y a la "parodia realista" de los nombres árabes. Sin embargo, criticó la forma en que Haddock se había integrado en la historia, considerando que se trata de "el aspecto menos satisfactorio" de la misma. Creyendo que ofrecía un "buen homenaje" por la disminución de la importancia del rol de Hernández y Fernández, Thompson consideró que El país del oro negro retuvo un "aire un tanto fragmentario". A diferencia de la evaluación de Thompson, el biógrafo de Hergé Pierre Assouline consideró que la inclusión de Haddock en la historia fue un éxito "precisamente porque [él] desafió toda lógica".
El crítico literario Tom McCarthy cree que en la historia, el desierto representa "un espacio de mala lectura múltiple", que incluía espejismos, documentos falsos y los casos de identidad equivocada. Centrándose en esos documentos falsos, creía que representaba el tema de la falsificación que se repite en toda la serie. Describe el escenario en el que Hernández y Fernández se pierden y conducen por el desierto como una "escena brillantemente alegórica", antes de resaltar la "limpieza retroactiva de deseo fuera de la historia" de Hergé por evadir la guerra. En su estudio psicoanalítico de Las aventuras de Tintín, el crítico literario Jean-Marie Apostolidès tuvo un breve acercamiento a El país del oro negro, comentando que el desarrollo de una cura por parte de Silvestre Tornasol para el consumo de N14 de Hernández y Fernández era una señal de su creciente estatus y reputación como científico, ya que pasó de ser "de poca monta, ridículo" e inventor de El tesoro de Rackham el Rojo a llegar a establecerse como el internacionalmente reconocido científico Objetivo la luna.

## Adaptaciones
En 1991, una colaboración entre el estudio francés Elipse y la compañía de animación canadiense Nelvana adaptó 21 de las historias en una serie de episodios, cada uno de 42 minutos de duración. El país del oro negro fue el decimotercer episodio de Las aventuras de Tintín a producir. Dirigida por Stéphane Bernasconi, la serie ha sido elogiado por ser "fiel en general", con composiciones tomadas directamente de los paneles en el cómic original.